# Cystobranchus salmositicus
Cystobranchus salmositicus — вид п'явок роду Cystobranchus з підродини Piscicolinae родини Риб'ячі п'явки. Інша назва «п'явка лососева». Синонім — Piscicola salmositica.

## Опис
Загальна довжина становить 3,1 см, завширшки 6 мм. Має 2 пари очей. Тіло гладеньке. З боків є 11 пар везикул. Передня присоска має діаметр 2,5 мм, задня — 4 мм. Складається з 3 сомітів, у кожному з яких по 7 кілець. Репродуктивний апарат самця (атріум) великий, складається з 13 яєчників. Репродуктивний апарат самиці являє собою дві протоки від задньої частини. Гонопори розташовано на 14 сегменті, розділені 2 кільцями.
Забарвлення сіре, по якому рівномірно розкидано чорні плямочки. Навколо бічних задніх країв задньої присоски розташовано 8—10 великих стовбуроподібних цяток чорної пігментації.

## Спосіб життя
Воліє до швидких річок і струмків, може потрапляти до великих озер. Є ектопаразитом, живиться кров'ю риб. Цей вид зустрічається лише на лососевих. Звідси походить його назва.

## Розповсюдження
Поширено на тихоокеанському узбережжі Канади і США.